# Surnom
Un surnom est à l'origine un nom formé, par addition au prénom ou au nom d'une personne, d'un terme mettant généralement en relief ses particularités physiques ou morales.
Le surnom est également la désignation substitutive au nom véritable d'une personne.

## Définitions
Les surnoms de personne sont à distinguer des surnoms de ville, des surnoms de clubs sportifs...
Les surnoms de personnes se groupent en plusieurs catégories : 
- les hypocoristiques, formes abrégées ou diminutives des noms individuels (Jacquot, Colas, Colin...), sont généralement créés, affectueux ou familiers, par l'entourage immédiat, avant d'être adoptés par les étrangers ;
- les sobriquets, au contraire, viennent du dehors : si beaucoup sont simplement descriptifs, d'autres sont nettement péjoratifs, marqués par la malignité publique.

## Personnages historiques
Le surnom était d'un usage courant au temps de la Rome antique, il portait alors le nom de « cognomen ».
Le surnom peut aussi s'ajouter au nom propre d'un individu, et ainsi le distinguer, par rétronymie, de ceux qui s'appellent comme lui. De nombreux souverains d'Europe ont par exemple porté les mêmes noms à des époques proches, aussi est-il nécessaire de savoir rapidement de qui l'on parle. Par exemple : Louis VI « le Gros ». En outre, d'autres personnages historiques s'étant particulièrement illustrés, en bien ou en mal, dans différents domaines, ont reçu un surnom immortalisant leurs actions ou qualités. On peut ainsi citer, parmi bien d'autres :
- pour une particularité physique : Pépin « le Bref », Berthe « au Grand Pied », le peintre génois Clemente Bocciardo surnommé « Clementone » pour sa large face ;

- pour une qualité morale ou à l'inverse un défaut : Charles « le Téméraire », Philippe « le Hardi », Napoléon « le Petit » (selon Victor Hugo) ;

- pour une action d'éclat : Charles « Martel », etc. Si le maréchal Philippe Pétain est connu comme le « sauveur de Verdun » ou le Kronprinz Rupprecht de Bavière comme le « vainqueur de Metz », il s'agit là de périphrases.

## Culture populaire
Il ne faut pas confondre le surnom avec :
- le nom d'usage (choisi, en France, en fonction d'un lien de parenté ou d'une union[1]) ;
- le pseudonyme ou nom de plume (par exemple, Richard Bachman pour Stephen King) ;
- le nom d'artiste (cas des artistes d'Extrême-Orient) ou le nom de scène (exemple de « Johnny Hallyday » pour Jean-Philippe Smet), qui sont pour leur part choisis délibérément par leur porteur.

En effet, le surnom peut servir, au sein d'une communauté, à désigner une personne à l'insu de cette dernière.
En plus de la formation historique du surnom telle que décrite ci-dessus, celui-ci peut aussi être de nature phonétique, déformant le prénom ou le patronyme de la personne pour le(s) faire ressembler à un autre mot, qui peut être un trait d'humour sans lien direct avec le caractère de la personne ou encore une forme d'insulte.
Le surnom peut être une simple façon d'abréger un prénom ou un nom, lui donnant alors une consonance plus familière et/ou amicale. On peut utiliser un prénom existant, plus court, partageant une ressemblance phonétique avec le prénom réel. Exemples : « Julien » pourra devenir « Jules », « Julot », « Jul », etc., « Linda » pourra devenir « Lilou », etc. C'est alors un diminutif (voire un « nom affectueux » ou « nom affectif »), donné et porté comme signe d'affection et/ou d'amitié.